# Hanumantharaorhynchus
Hanumantharaorhynchus is een geslacht in de taxonomische indeling van de Acanthocephala (haakwormen). De worm wordt meestal 1 tot 2 cm lang. Ze komen algemeen voor in het maag-darmstelsel van ongewervelden, vissen, amfibieën, vogels en zoogdieren.
De haakworm behoort tot de familie Rhadinorhynchidae. Hanumantharaorhynchus werd in 1983 beschreven door Chandra.